# Палата радників Японії
Палата Радників Японії — (яп. 参議院, さんぎいん, санґі-ін) — верхня Палата Парламенту Японії.

## Короткі відомості
Палата Радників була заснована 1947 року, у зв'язку із набуттям чинності нової Конституції Японії та скликанням нового повоєнного двопалатного Парламенту. Палата стала формальним продовжувачем палати перів Імперського парламенту Японії, заснованої 1890 року.
Статус і повноваження Палата Радників Японії визначені чинною Конституцією та Законом про Парламент 1947 року.
Палата Радників Японії формується 242 депутатів. термін повноважень яких становить 6 років з умовою переобрання половини депутатів кожні 3 роки (Конституція. Стаття 46): з 121 депутатів 73 обирається на виборчих округах у 47 префектурах, а решта 48 — на загальнонаціональних округах за пропорційною системою. Виборче право мають японські громадяни, які досягли 20 років, а право бути обраним до Палати мають японські громадяни старші 30 років.
Палата Радників має менше прав ніж нижня Палата Представників японського Парламенту: у випадку відхилення Палатою Радників законопроєкту, постанови чи проєкту бюджету, що був ухвалений у Палаті Представників, остання має усі засоби для надання їм законної чинності (Конституція. Статті 59, 60). Палата Радників не підлягає розпуску, але припиняє свої засідання у випадку розпуску Палати Представників (Конституція. Стаття 54).
Палата Радників може виконувати тимчасову роль Парламенту Японії на вимогу Кабінету Міністрів Японії за відсутності Палати Представників, але з обранням останньої постанови Палати Радників втрачають чинність (Конституція. Стаття 54).
Усі рішення в Палаті Радників є дійсними, якщо вони прийняті не менш як третиною присутніх в залі засідань депутатів Палати (Конституція. Стаття 56).
Палату очолює Голова Палати Радників та його заступник. На їх посади як правило призначаються депутат від партії чи коаліції партій більшості і депутат від меншості, відповідно. В Палаті діє кілька комітетів, завданням яких є нагляд і оцінка дій виконавчої влади.
Місце засідань Палати Радників знаходиться у Залі засідань Парламенту Японії